# تیتزانو وال پارما
تیتزانو وال پارما (به ایتالیایی: Tizzano Val Parma) یک کومونه در ایتالیا است که در استان پارما واقع شده‌است. تیتزانو وال پارما ۷۸٫۲ کیلومتر مربع مساحت و ۲٬۰۹۶ نفر جمعیت دارد و ۸۰۰ متر بالاتر از سطح دریا واقع شده‌است.